# Philip Henry Kuenen
Philip Henry Kuenen (* 22. Juli 1902 in Dundee; † 17. Dezember 1976 in Leiden) war ein niederländischer Geologe.

## Leben und Wirken
Kuenen war der Sohn des Physikprofessors Johannes Petrus Kuenen und verbrachte seine früheste Kindheit in Schottland. Er studierte Geologie an der Universität Leiden und war ein Schüler von Karl Martin und Berend George Escher. 1925 schloss er sein Studium ab, wurde Eschers Assistent und arbeitete in den Bereichen der Paläontologie und der experimentellen Geologie.
1929 bis 1930 nahm Kuenen an der Snellius-Expedition teil, die die Gewässer rund um die Sundainseln des damaligen Niederländisch-Indien bereiste. 1934 wurde er Dozent an der Universität Groningen. Da die niederländische Regierung beschlossen hatte, dass die Geologie kein Hauptfach an der Universität Groningen sei, konnte Kuenen einen Hauptteil seiner Zeit der Forschung widmen. Erst 1946 wurde er zum ordentlichen Professor berufen, da die Nazis dies während der deutschen Besetzung der Niederlande im Zweiten Weltkrieg verhindert hatten, weil er britische Vorfahren besaß.
Kuenen ist vor allem bekannt wegen seiner Arbeit auf dem Gebiet der Meeresgeologie, zu dem er ein Buch veröffentlichte. Unter seinen sonstigen Beiträgen zur Geologie sind geochemische Berechnungen über Sedimente und den Wasserkreislauf sowie Forschungen über absolute und relative Meeresspiegelschwankungen, die Rundung von Sedimentkörnern, Abschiebungen im Bereich von Kontinentalabhängen und speziell Turbidite. Diese studierte er sowohl mittels Experimenten als auch in geologischen Aufschlüssen. Zu seinen Schülern gehörte Arnold Bouma, ein weiterer Pionier auf dem Gebiet der Turbiditforschung, nach dem die typische Schichtfolge eines Turbidits benannt wurde, die Bouma-Sequenz.
Im Jahr 1970 empfahl die Doeglas-Commission der niederländischen Regierung, alle geologische Forschung in Groningen aufzugeben, und sie stattdessen an anderen Universitäten zu konzentrieren. Kuenen war ein entschiedener Gegner dieses Plans, konnte seine Umsetzung aber nicht verhindern. Nach einem Nervenzusammenbruch im Jahr 1970 setzte er sich 1972 zur Ruhe.
Seit 1946 war er Mitglied der Königlich Niederländischen Akademie der Wissenschaften. Im Laufe seiner Karriere erhielt Kuenen unter anderem 1961 die Penrose-Medaille, 1966 die Gustav-Steinmann-Medaille und 1970 Wollaston-Medaille. 1961 wurde er in die American Academy of Arts and Sciences gewählt. Seit 1966 war er Mitglied der Leopoldina.

## Werke (Auswahl)
- 1937–1942: Scientific results of the Snellius Expedition in the eastern part of the Netherlands East Indies, 1929–1930. E.J. Brill
- 1950: Marine geology. Wiley, New York
- 1952: Turbidity currents, graded and non-graded deposits. In: Journal of Sedimentary Research. Band 22, S. 83–96 (mit Henry William Menard)
- 1953: Graded bedding, with observations on lower Paleozoic rocks of Britain. (= Verhandelingen der Koninklijke Nederlandse Akademie van Wetenschappen, Afdeeling Natuurkunde, 1. reeks, deel 20, no. 3)
- 1959: Sand – its origin, transportation, abrasion, and accumulation. (= Alexander L. du Toit memorial lectures, Nr. 6)